# Lista de dinossauros da Ásia

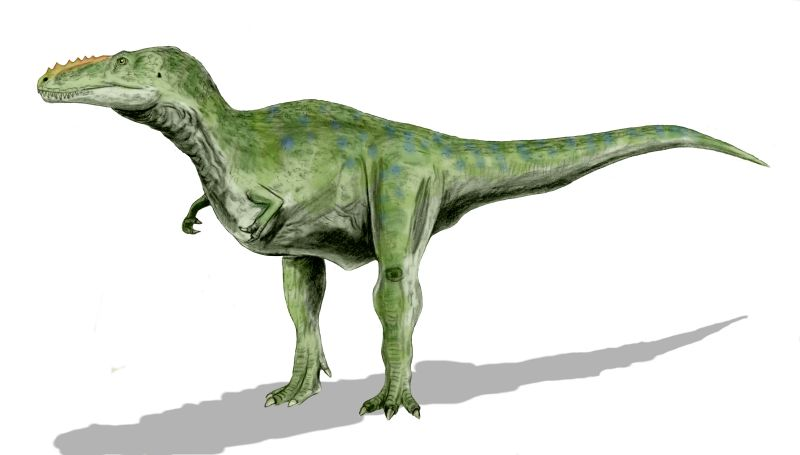
Alioramus.

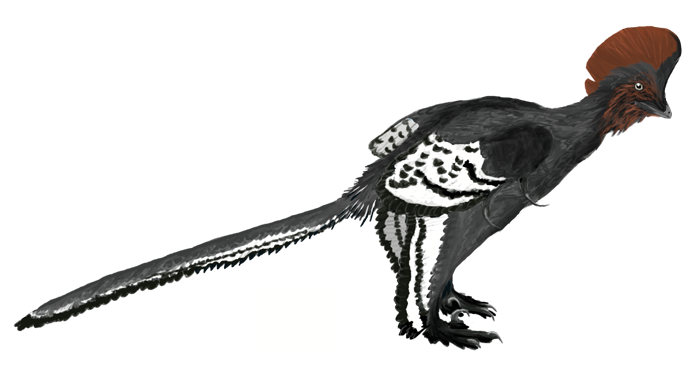
Anchiornis.

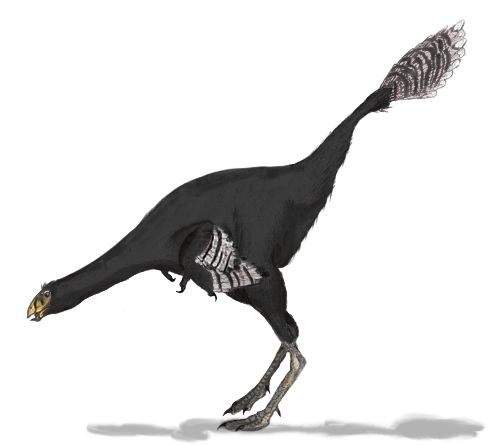
Caudipteryx.

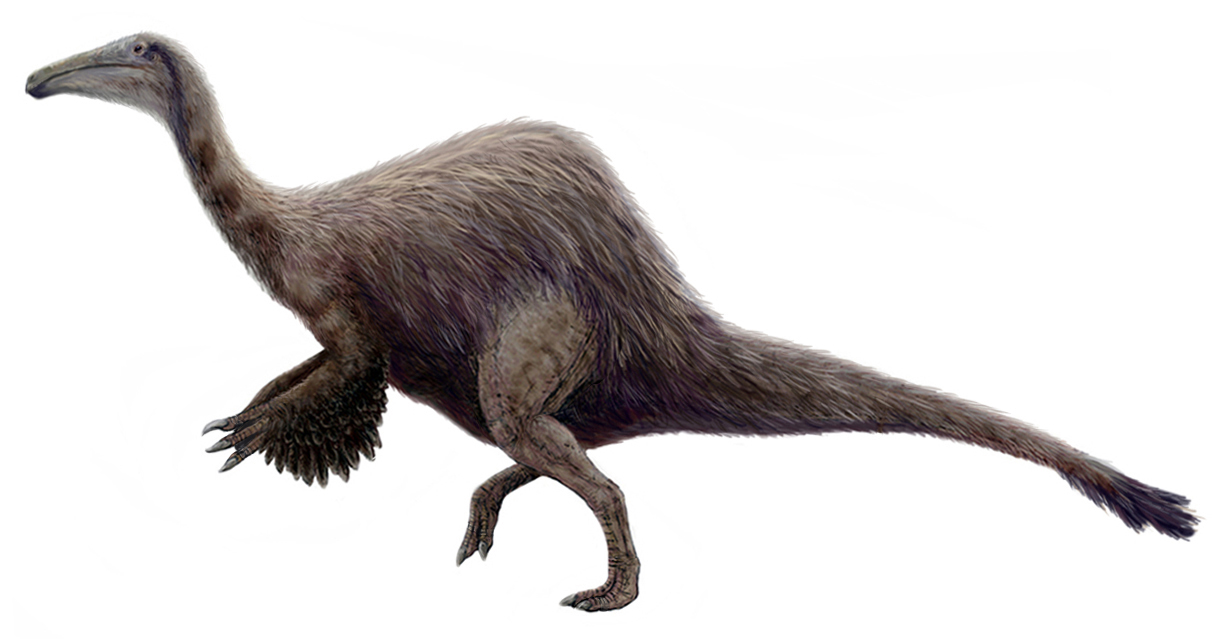
Deinocheirus.

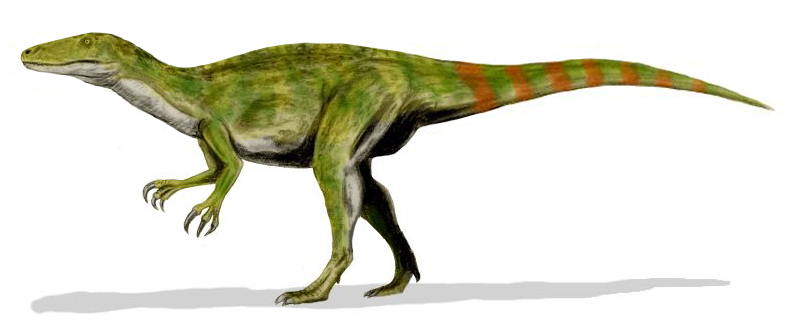
Fukuiraptor.

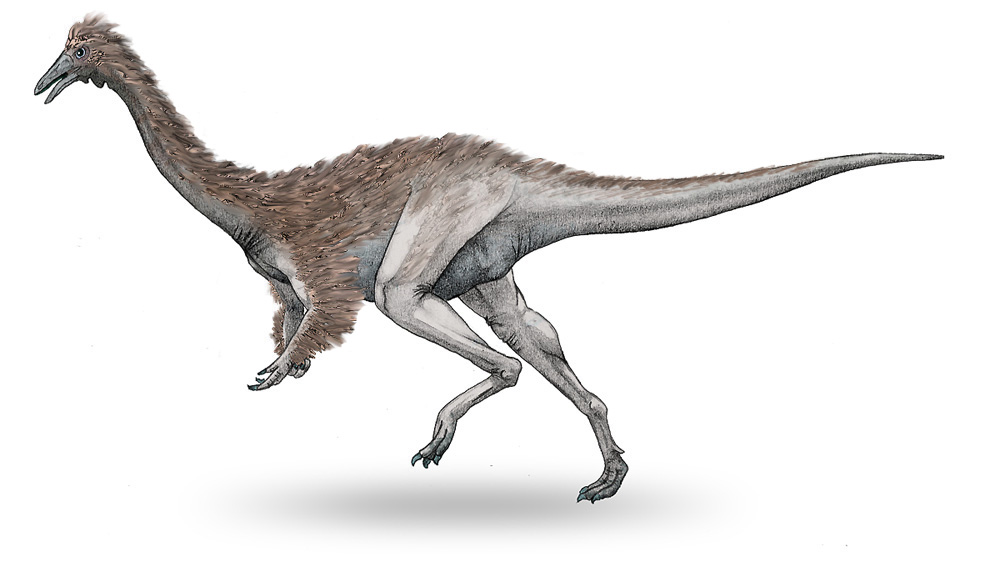
Garudimimus.

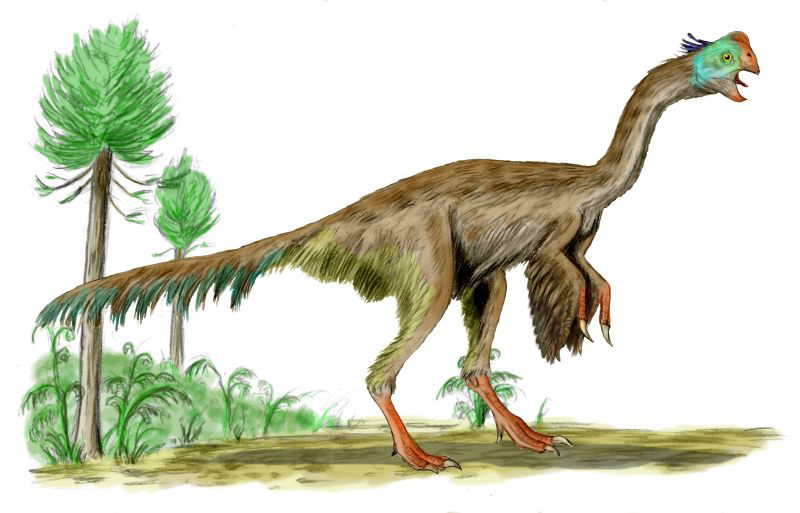
Gigantoraptor.

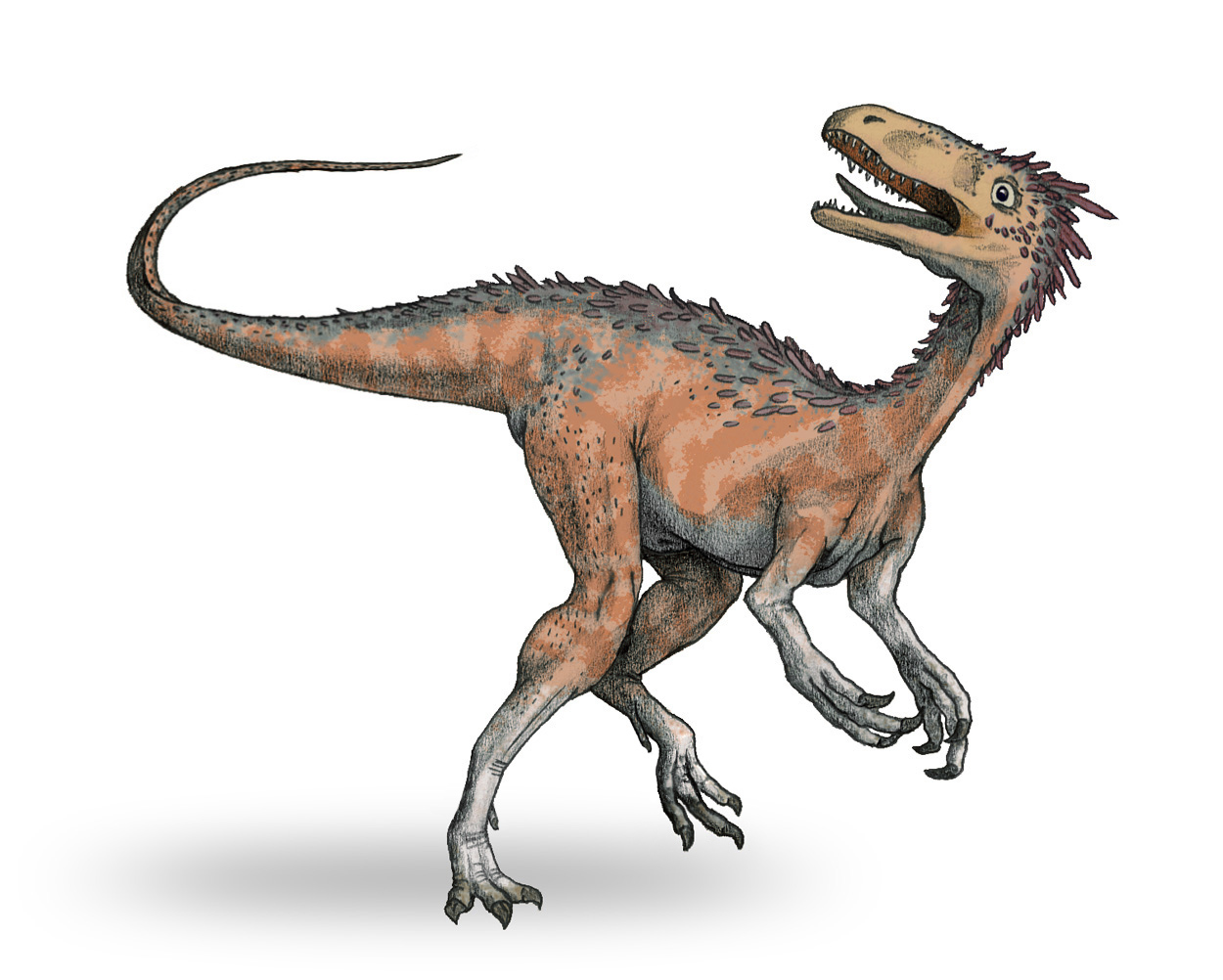
Huaxiagnathus.

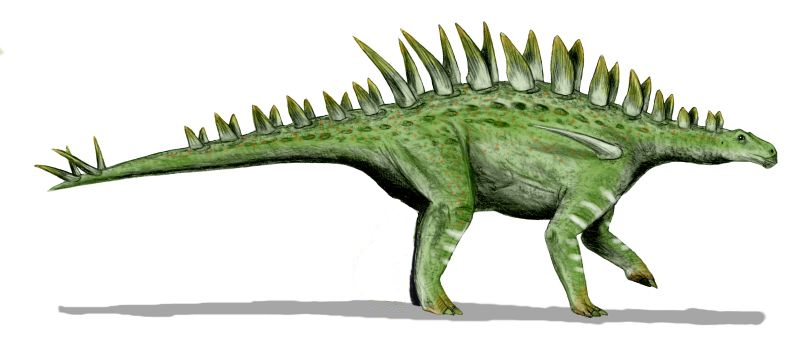
Huayangosaurus.

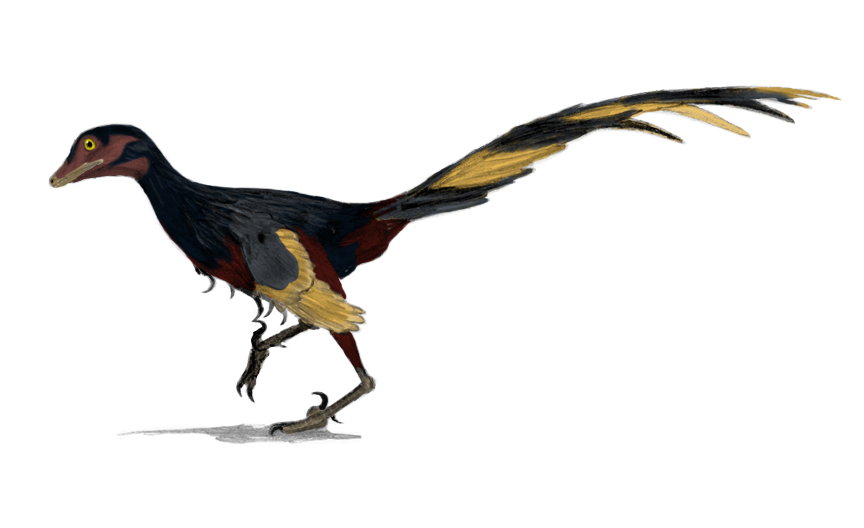
Jinfengopteryx.

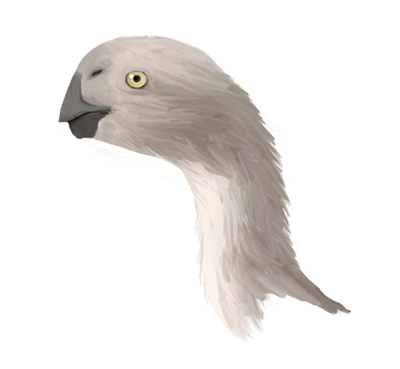
Khaan.

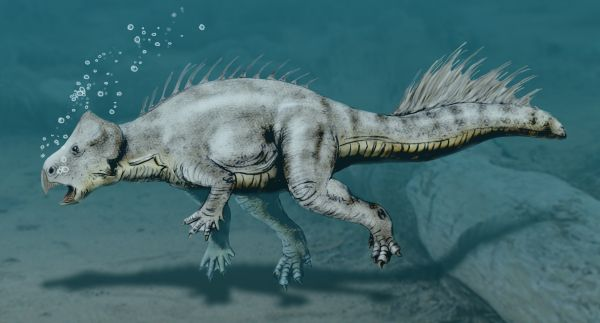
Koreaceratops.

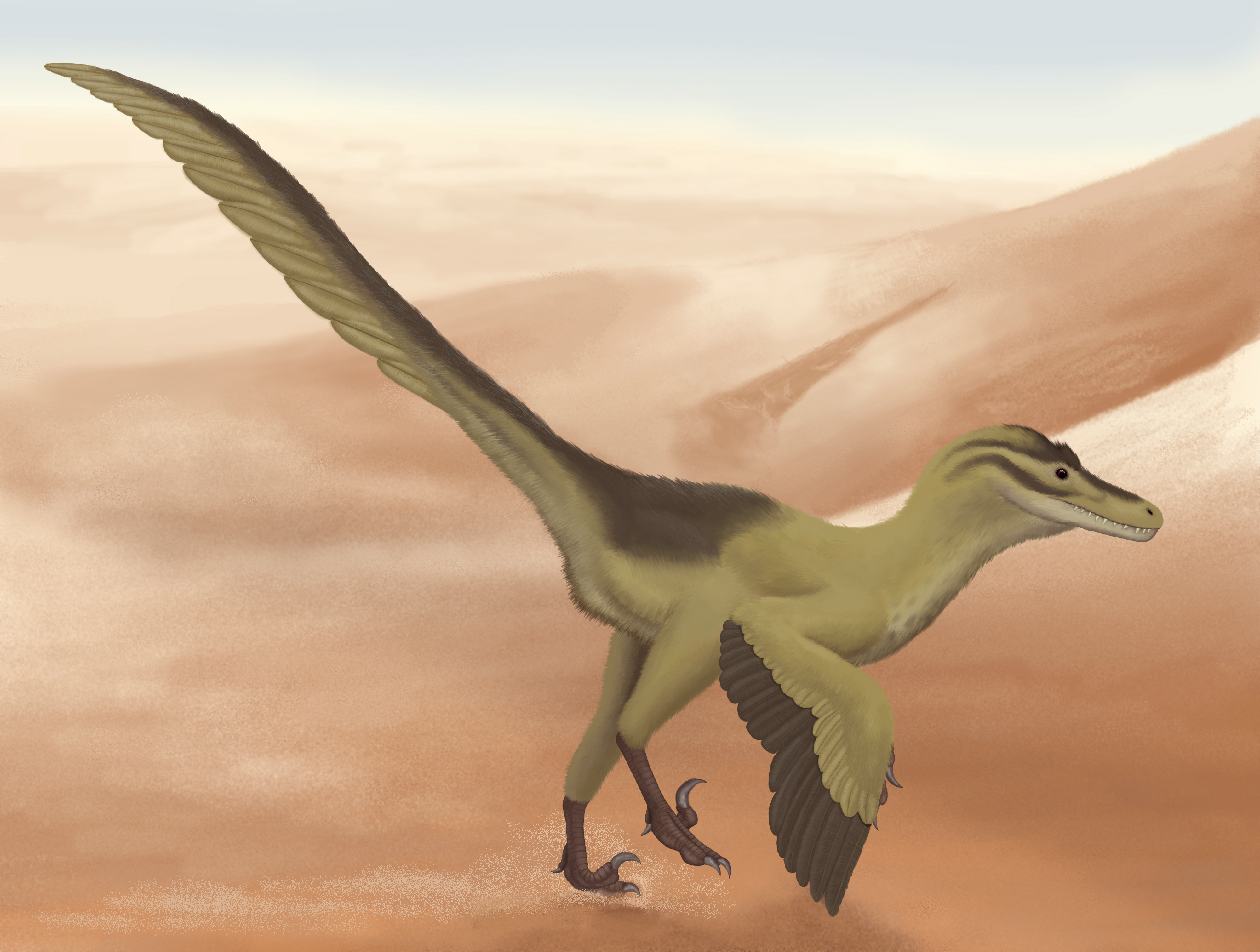
Linheraptor.

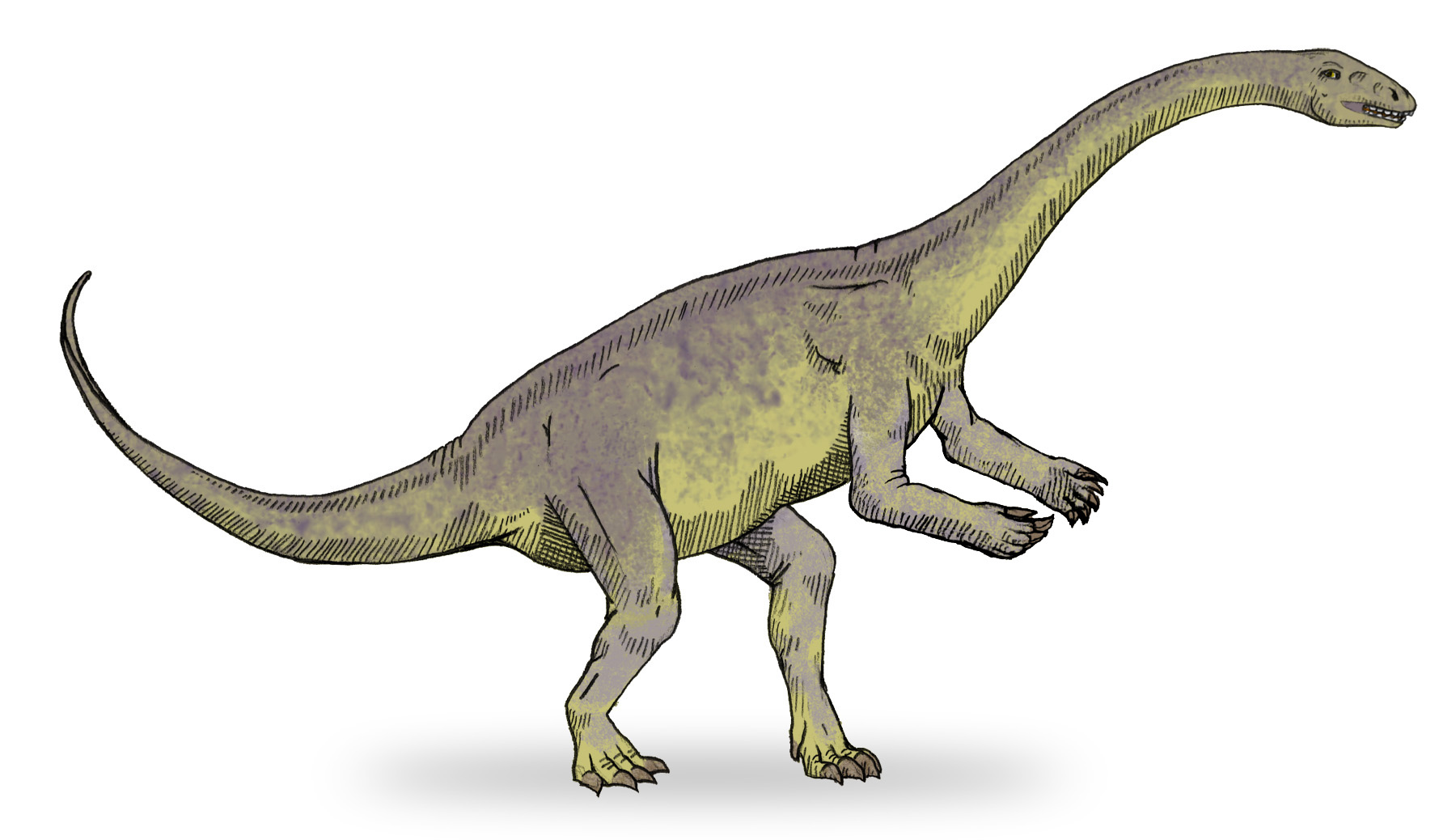
Lufengosaurus.

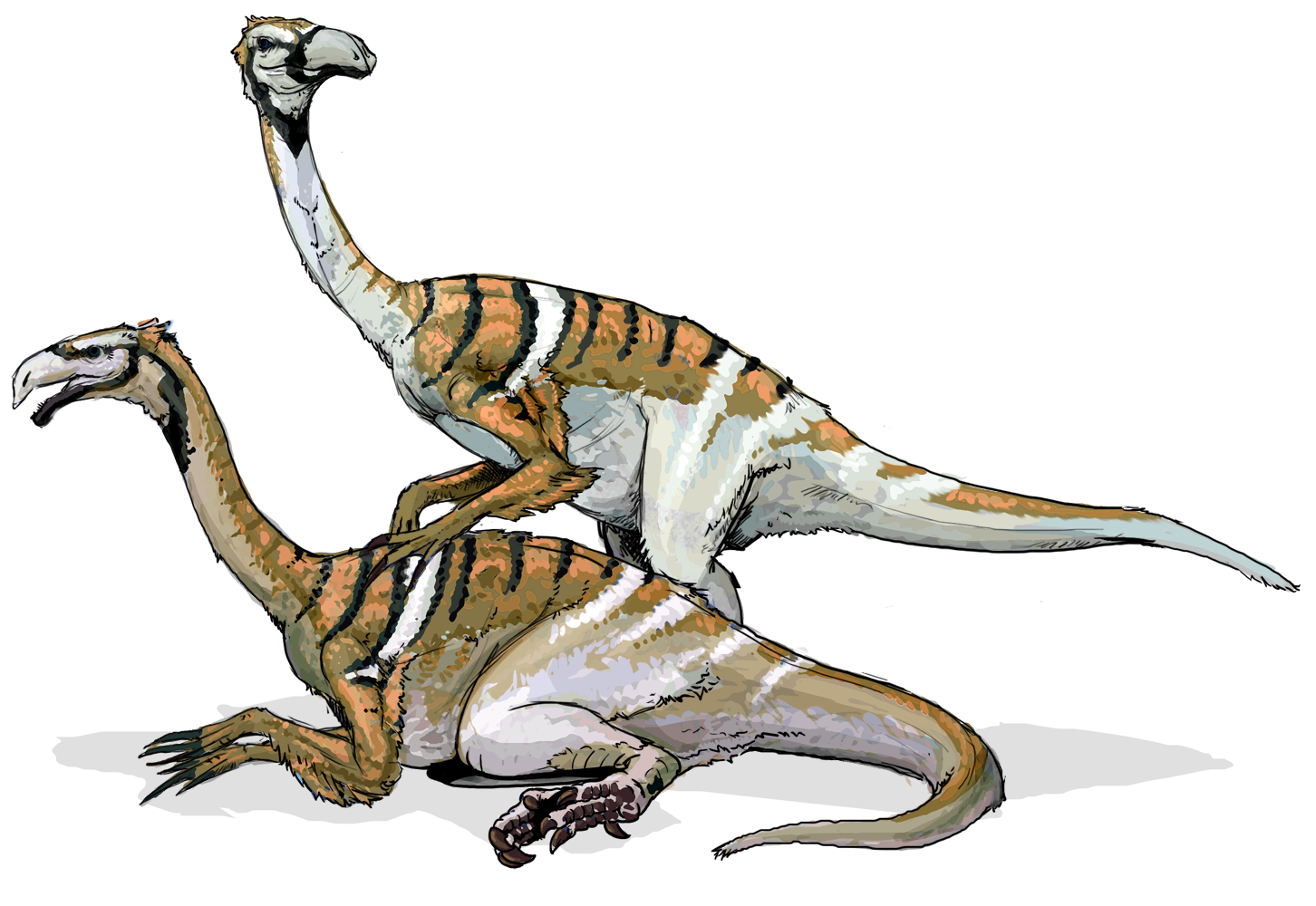
Nanshiungosaurus.

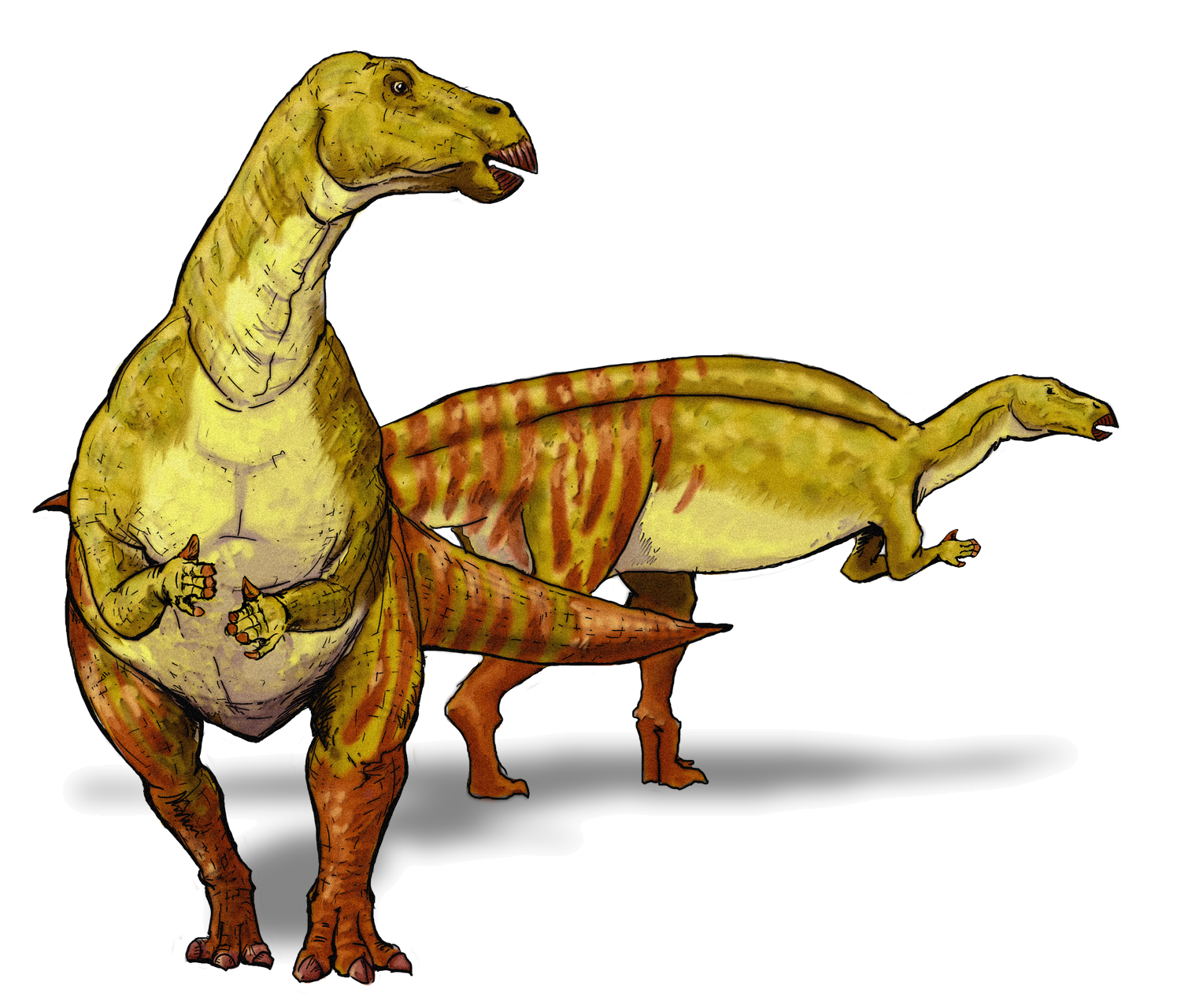
Nanyangosaurus.

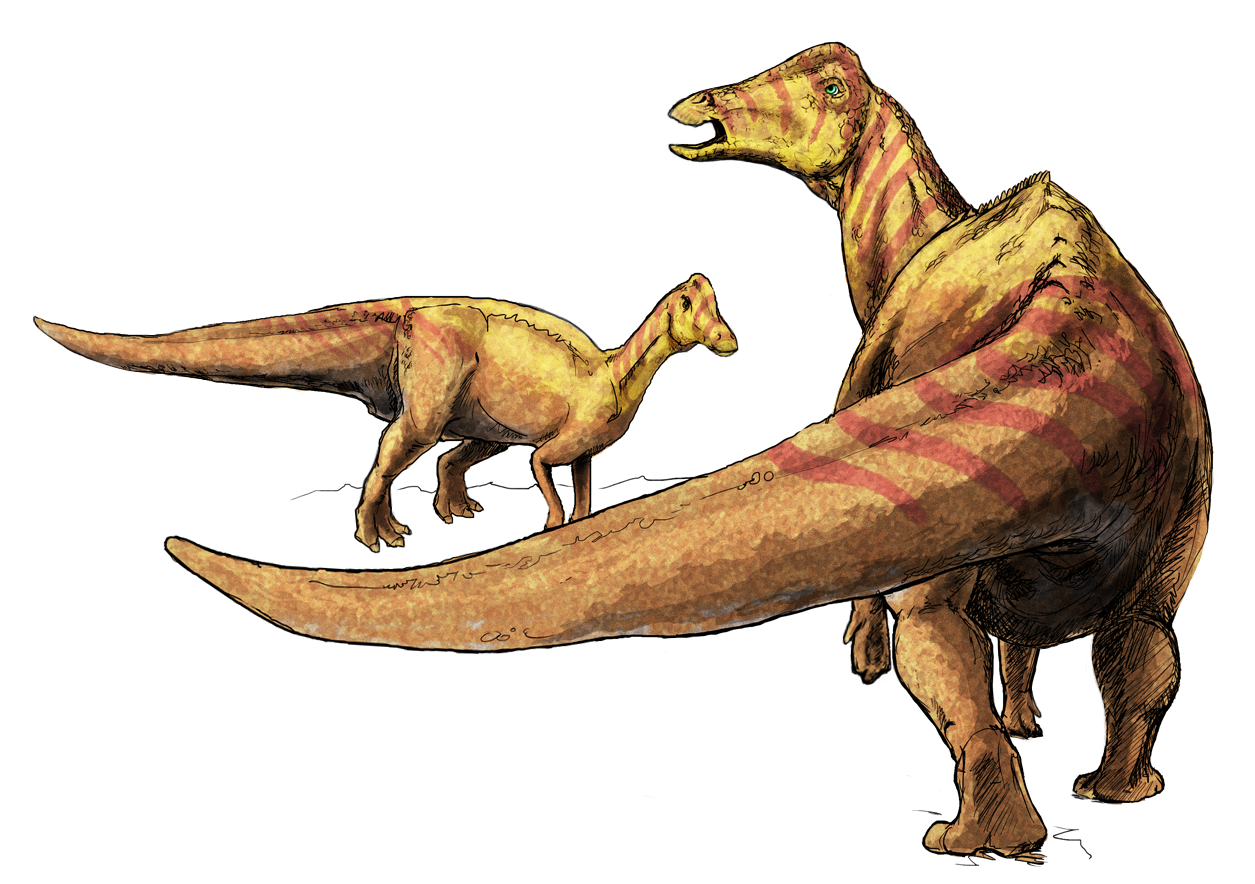
Nipponosaurus.

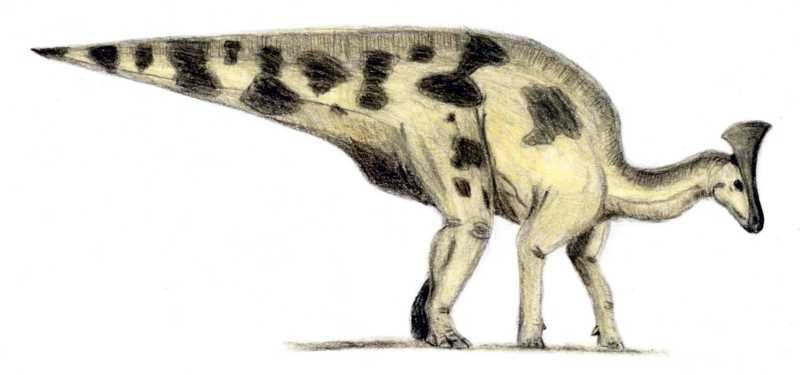
Olorotitan.

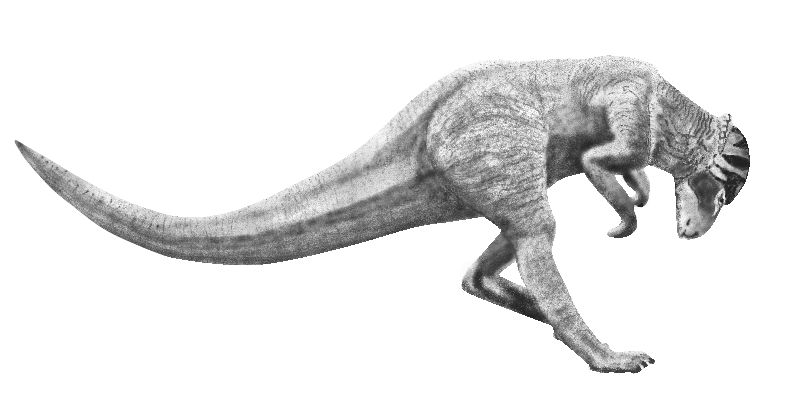
Prenocephale.

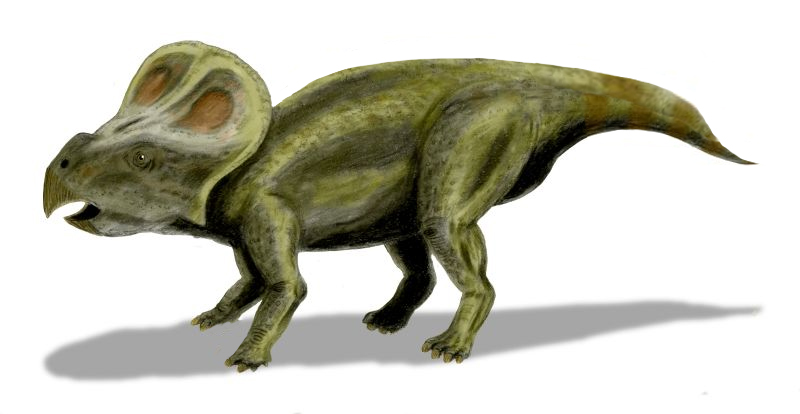
Protoceratops.

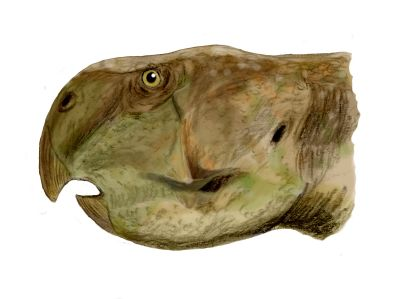
Psittacosaurus.

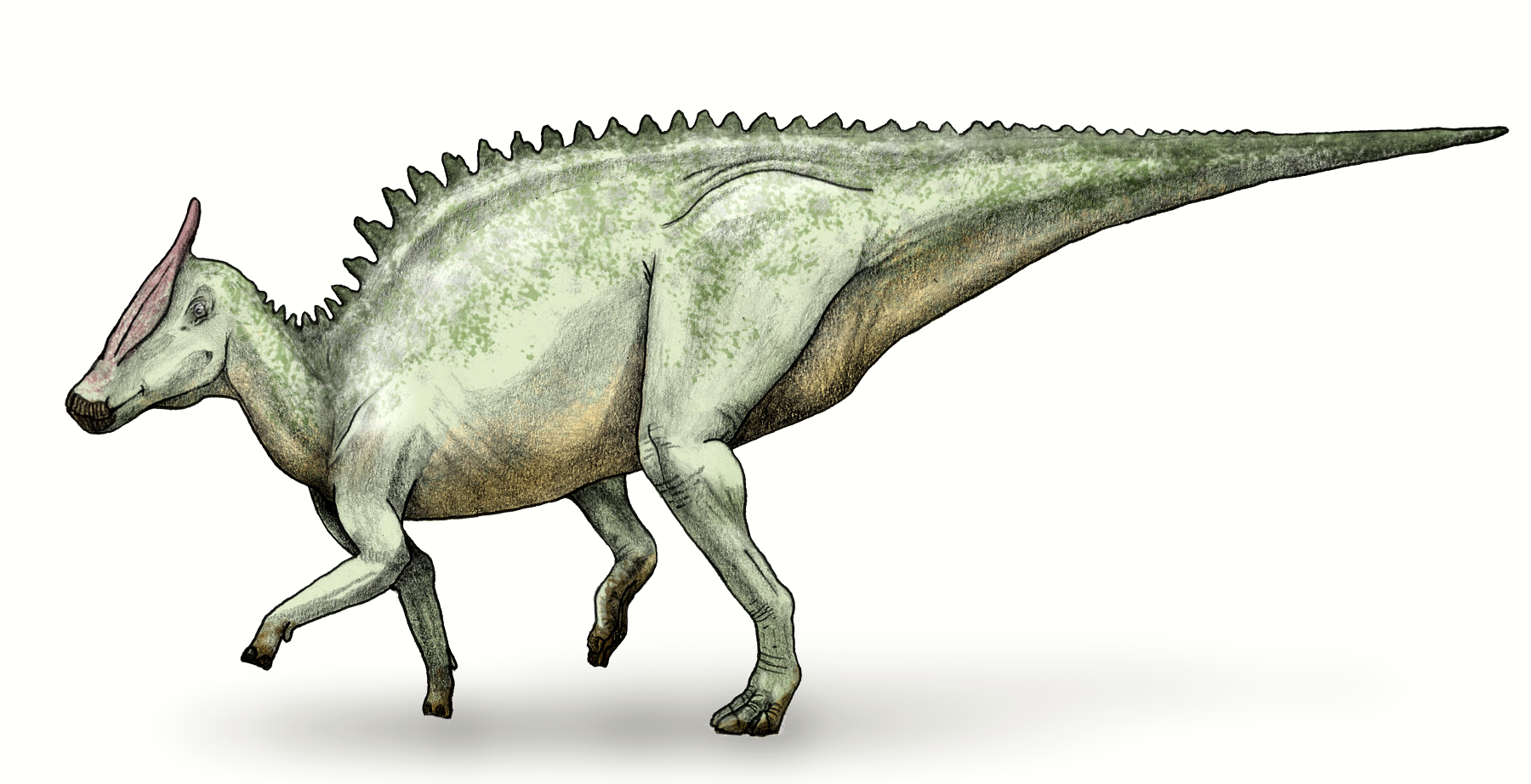
Saurolophus.

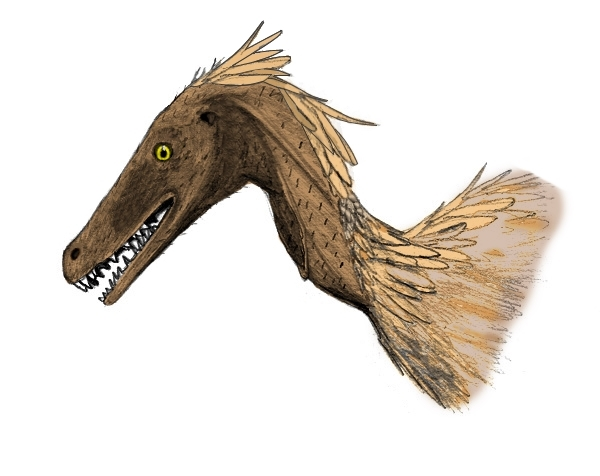
Tsaagan.

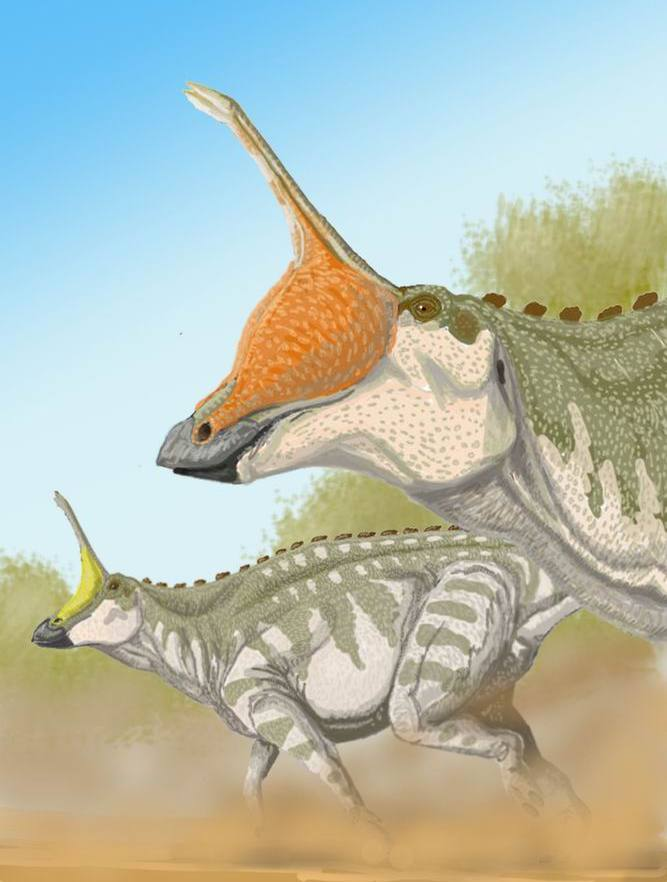
Tsintaosaurus.

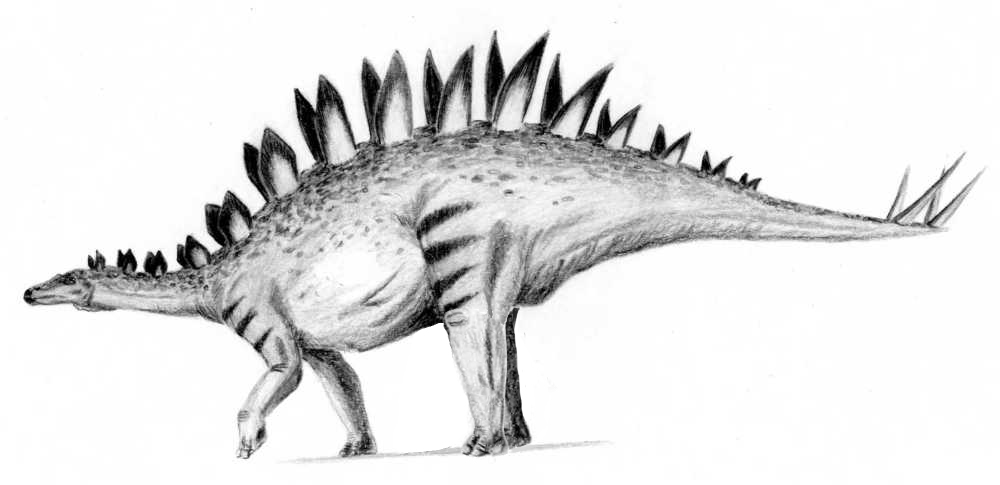
Tuojiangosaurus.

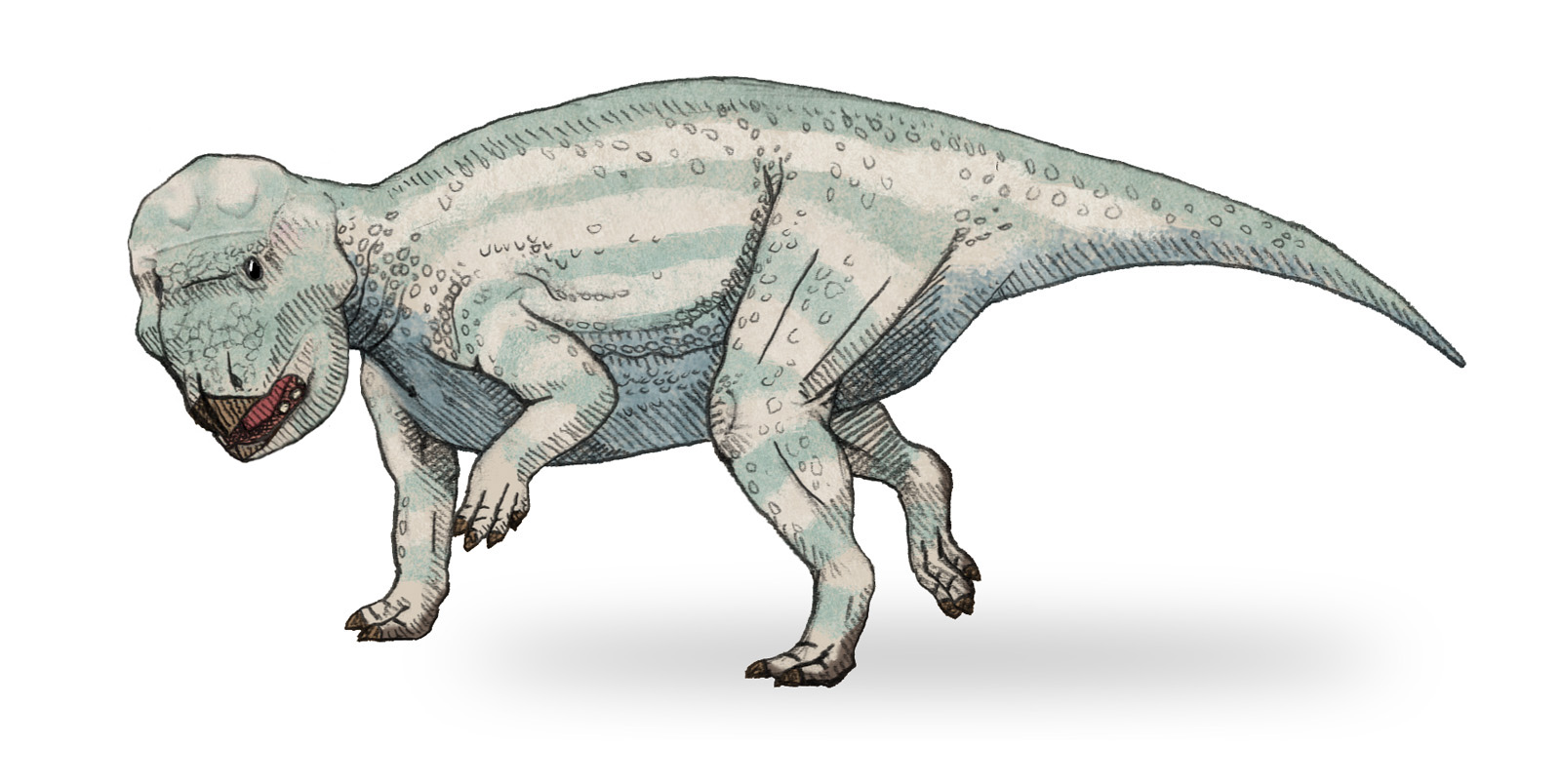
Udanoceratops.

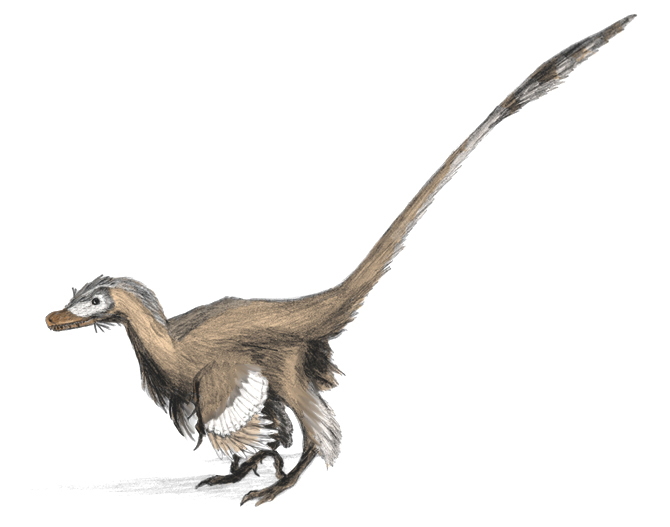
Velociraptor.

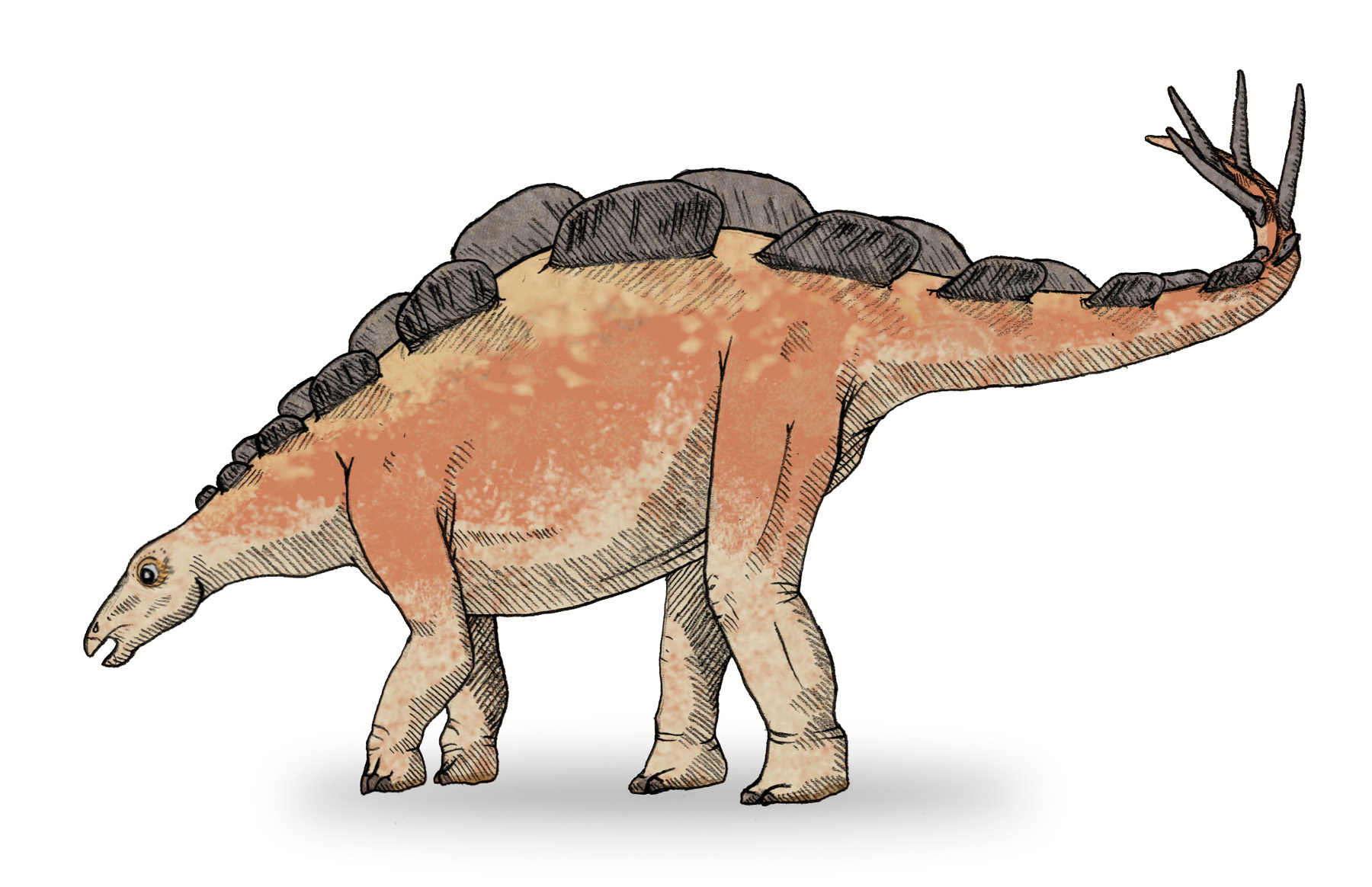
Wuerhosaurus.

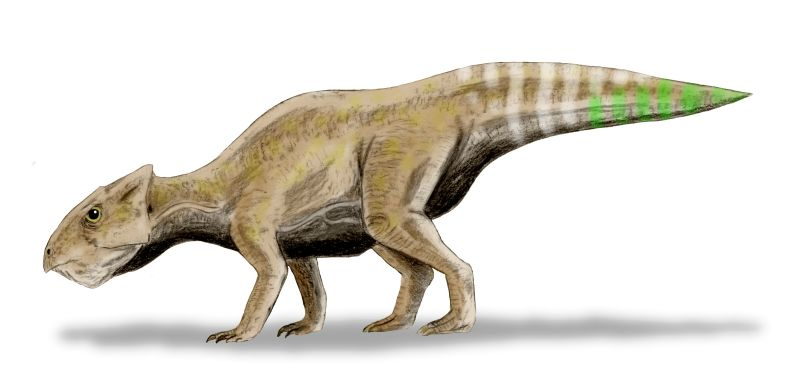
Yamaceratops.

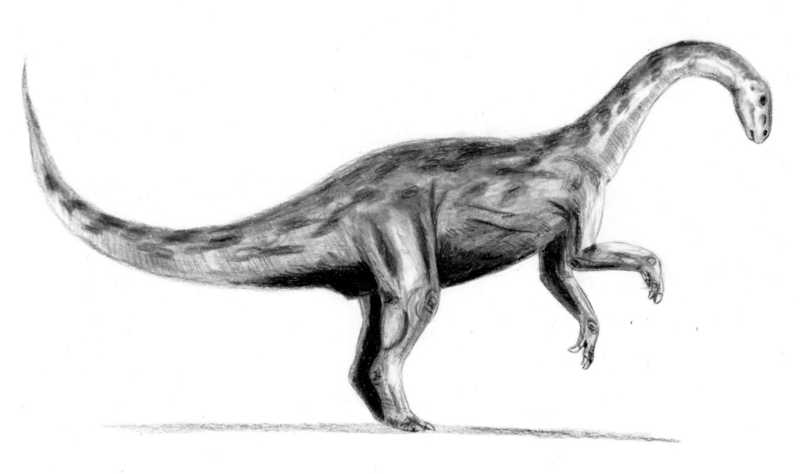
Yunnanosaurus.

Esta é uma lista de dinossauros cujos restos foram recuperados da Ásia excluindo o subcontinente indiano, que fazia parte de um território independente na maior parte do Mesozoico. Mais dinossauros foram descobertos na Ásia do que qualquer outro continente até agora.

## Lista de dinossauros da Ásia
| Nome                    | Período             | Dieta[1]          | Notas |
| ----------------------- | ------------------- | ----------------- | --- |
| Abrosaurus              | Jurássico           | herbívoro         | Semelhante com um pequeno saurópode Camarasaurus                                                               |
| Achillobator            | Cretáceo            | carnívoro         | — |
| Adasaurus               | Cretáceo            | carnívoro         | — |
| Agilisaurus             | Jurássico           | herbívoro         | — |
| Airakoraptor            | Cretáceo            | carnívoro         | — |
| Albalophosaurus         | Cretáceo            | herbívoro         | — |
| Albinykus               | Cretáceo            | carnívoro         | — |
| Alectrosaurus           | Cretáceo            | carnívoro         | — |
| Alioramus               | Cretáceo            | carnívoro         | — |
| Altirhinus              | Cretáceo            | herbívoro         | — |
| Alxasaurus              | Cretáceo            | herbívoro         | — |
| Amtocephale             | Cretáceo            | herbívoro         | — |
| Amtosaurus              | Cretáceo            | herbívoro         | Com base apenas em fragmentos de crânio                                                                        |
| Amurosaurus             | Cretáceo            | herbívoro         | — |
| Anchiornis              | Jurássico           | carnívoro         | O menor conhecido como dinossauro não-ave                                                                      |
| Anserimimus             | Cretáceo            | onívoro           | — |
| Aralosaurus             | Cretáceo            | herbívoro         | — |
| Archaeoceratops         | Cretáceo            | herbívoro         | — |
| Archaeornithoides       | Cretáceo            | carnívoro         | — |
| Archaeornithomimus      | Cretáceo            | onívoro           | — |
| Arkharavia              | Cretáceo            | herbívoro         | — |
| Arstanosaurus           | Cretáceo            | herbívoro         | — |
| Asiaceratops            | Cretáceo            | herbívoro         | — |
| Asiamericana            | Cretáceo            | carnívoro         | — |
| Asiatosaurus            | Cretáceo            | herbívoro         | — |
| Auroraceratops          | Cretáceo            | herbívoro         | — |
| Avimimus                | Cretáceo            | onívoro           | — |
| Bactrosaurus            | Cretáceo            | herbívoro         | — |
| Bagaceratops            | Cretáceo            | herbívoro         | — |
| Bagaraatan              | Cretáceo            | carnívoro         | — |
| Bainoceratops           | Cretáceo            | herbívoro         | — |
| Bakesaurus              | Cretáceo            | (desconhecido)    | Incerto, consulte o artigo                                                                                     |
| Balochisaurus           | Cretáceo            | herbívoro         | — |
| Banji                   | Cretáceo            | onívoro           | — |
| Baotianmansaurus        | Cretáceo            | herbívoro         | — |
| Barsboldia              | Cretáceo            | herbívoro         | — |
| Batyrosaurus            | Cretáceo            | herbívoro         | — |
| Beipiaosaurus           | Cretáceo            | carnívoro         | — |
| Beishanlong             | Cretáceo            | onívoro           | — |
| Bellusaurus             | Jurássico           | herbívoro         | — |
| Bienosaurus             | Jurássico           | herbívoro         | — |
| Bissektipelta           | Cretáceo            | herbívoro         | — |
| Bolong                  | Cretáceo            | herbívoro         | — |
| Borealosaurus           | Cretáceo            | herbívoro         | — |
| Borogovia               | Cretáceo            | carnívoro         | — |
| Breviceratops           | Cretáceo            | herbívoro         | — |
| Brohisaurus             | Jurássico           | herbívoro         | — |
| Byronosaurus            | Cretáceo            | carnívoro         | — |
| Caenagnathasia          | Cretáceo            | onívoro           | — |
| Caudipteryx             | Cretáceo            | onívoro           | — |
| Ceratonykus             | Cretáceo            | onívoro           | — |
| Changchunsaurus         | Cretáceo            | herbívoro         | — |
| Changdusaurus           | Jurássico           | herbívoro         | — |
| Chaoyangsaurus          | Jurássico           | herbívoro         | — |
| Charonosaurus           | Cretáceo            | herbívoro         | — |
| Chialingosaurus         | Jurássico           | herbívoro         | — |
| Chiayusaurus            | Jurássico           | herbívoro         | — |
| Chilantaisaurus         | Cretáceo            | carnívoro         | — |
| Chingkankousaurus       | Cretáceo            | carnívoro         | — |
| Chinshakiangosaurus     | Jurássico           | herbívoro         | — |
| Chuandongocoelurus      | Jurássico           | carnívoro         | — |
| Chuanjiesaurus          | Jurássico           | herbívoro         | — |
| Chungkingosaurus        | Jurássico           | herbívoro         | — |
| Chuxiongosaurus         | Jurássico           | onívoro           | — |
| Citipati                | Cretáceo            | onívoro           | — |
| Conchoraptor            | Cretáceo            | carnívoro         | — |
| Crichtonsaurus          | Cretáceo            | herbívoro         | — |
| Cryptovolans            | Cretáceo            | carnívoro         | — |
| Daanosaurus             | Jurássico           | herbívoro         | — |
| Dachongosaurus          | Jurássico           | herbívoro         | — |
| Damalasaurus            | Jurássico           | herbívoro         | — |
| Dashanpusaurus          | Jurássico           | herbívoro         | — |
| Datousaurus             | Jurássico           | herbívoro         | — |
| Daxiatitan              | Cretáceo            | herbívoro         | — |
| Deinocheirus            | Cretáceo            | carnívoro         | — |
| Dilong                  | Cretáceo            | carnívoro         | — |
| Dilophosaurus           | Jurássico           | carnívoro         | — |
| Dongbeititan            | Cretáceo            | herbívoro         | — |
| Dongyangosaurus         | Cretáceo            | herbívoro         | — |
| Elmisaurus              | Cretáceo            | carnívoro         | — |
| Enigmosaurus            | Cretáceo            | herbívoro         | — |
| Eomamenchisaurus        | Jurássico           | herbívoro         | — |
| Epidendrosaurus         | Jurássico           | carnívoro         | — |
| Epidexipteryx           | Jurássico           | carnívoro         | — |
| Equijubus               | Cretáceo            | herbívoro         | — |
| Erketu                  | Cretáceo            | herbívoro         | — |
| Erliansaurus            | Cretáceo            | herbívoro         | — |
| Erlikosaurus            | Cretáceo            | herbívoro         | — |
| Eshanosaurus            | Jurássico           | herbívoro         | — |
| Eugongbusaurus          | Jurássico           | herbívoro         | — |
| Euhelopus               | Cretáceo            | herbívoro         | — |
| Ferganasaurus           | Jurássico           | herbívoro         | — |
| Ferganocephale          | Jurássico           | herbívoro         | — |
| Fukuiraptor             | Cretáceo            | carnívoro         | — |
| Fukuisaurus             | Cretáceo            | herbívoro         | — |
| Fukuititan              | Cretáceo            | herbívoro         | — |
| Fulengia                | Jurássico           | herbívoro         | — |
| Fusuisaurus             | Cretáceo            | herbívoro         | — |
| Futabasaurus            | Cretáceo            | carnívoro         | Nome não publicado oficialmente e, posteriormente, usado para um plesiossauro                                  |
| Gadolosaurus            | Cretáceo            | herbívoro         | — |
| Gallimimus              | Cretáceo            | onívoro           | — |
| Garudimimus             | Cretáceo            | onívoro           | — |
| Gasosaurus              | Jurássico           | carnívoro         | — |
| Gigantoraptor           | Cretáceo            | onívoro           | — |
| Gigantspinosaurus       | Jurássico           | herbívoro         | — |
| Gilmoreosaurus          | Cretáceo            | herbívoro         | — |
| Gobiceratops            | Cretáceo            | herbívoro         | — |
| Gobisaurus              | Cretáceo            | herbívoro         | — |
| Gobititan               | Cretáceo            | herbívoro         | — |
| Gongbusaurus            | Jurássico           | herbívoro         | — |
| Gongxianosaurus         | Jurássico           | herbívoro         | — |
| Goyocephale             | Cretáceo            | herbívoro/onívoro | — |
| Graciliceratops         | Cretáceo            | herbívoro         | — |
| Graciliraptor           | Cretáceo            | carnívoro         | — |
| Guanlong                | Jurássico           | carnívoro         | — |
| Gyposaurus              | Jurássico           | herbívoro         | — |
| Hanwulosaurus           | Cretáceo            | herbívoro         | — |
| Haplocheirus            | Jurássico           | carnívoro         | — |
| Harpymimus              | Cretáceo            | herbívoro         | — |
| Haya                    | Cretáceo            | herbívoro/onívoro | — |
| Heilongjiangosaurus     | Cretáceo            | herbívoro         | — |
| Heishansaurus           | Cretáceo            | herbívoro         | — |
| Helioceratops           | Cretáceo            | herbívoro         | — |
| Hexing                  | Cretáceo            | herbívoro         | — |
| Hexinlusaurus           | Jurássico           | herbívoro         | — |
| Heyuannia               | Cretáceo            | carnívoro         | — |
| Hironosaurus            | Cretáceo            | herbívoro         | — |
| Hisanohamasaurus        | Cretáceo            | herbívoro         | — |
| Homalocephale           | Cretáceo            | herbívoro/onívoro | — |
| Hongshanosaurus         | Cretáceo            | herbívoro         | — |
| Huabeisaurus            | Cretáceo            | herbívoro         | — |
| Huanghetitan            | Cretáceo            | herbívoro         | — |
| Huaxiagnathus           | Cretáceo            | carnívoro         | — |
| Huayangosaurus          | Jurássico           | herbívoro         | — |
| Hudiesaurus             | Jurássico           | herbívoro         | — |
| Hulsanpes               | Cretáceo            | carnívoro         | — |
| Ichthyovenator          | Cretáceo            | carnívoro         | — |
| Incisivosaurus          | Cretáceo            | herbívoro/onívoro | — |
| Ingenia                 | Cretáceo            | (desconhecido)    | — |
| Isanosaurus             | Triássico           | herbívoro         | Um dinossauro muito precoce                                                                                    |
| Itemirus                | Cretáceo            | carnívoro         | — |
| Jaxartosaurus           | Cretáceo            | herbívoro         | — |
| Jeholosaurus            | Cretáceo            | herbívoro         | — |
| Jiangjunosaurus         | Jurássico           | herbívoro         | — |
| Jiangshanosaurus        | Cretáceo            | herbívoro         | — |
| Jinfengopteryx          | Jurássico/Cretáceo  | onívoro           | — |
| Jingshanosaurus         | Jurássico           | herbívoro         | — |
| Jintasaurus             | Cretáceo            | herbívoro         | — |
| Jinzhousaurus           | Cretáceo            | herbívoro         | — |
| Jiutaisaurus            | Cretáceo            | herbívoro         | — |
| Kagasaurus              | Cretáceo            | (desconhecido)    | — |
| Kaijiangosaurus         | Jurássico           | carnívoro         | — |
| Katsuyamasaurus         | Cretáceo            | carnívoro         | — |
| Kelmayisaurus           | Cretáceo            | carnívoro         | — |
| Kerberosaurus           | Cretáceo            | herbívoro         | — |
| Khaan                   | Cretáceo            | carnívoro/onívoro | — |
| Khetranisaurus          | Cretáceo            | herbívoro         | — |
| Kileskus                | Jurássico           | carnívoro         | — |
| Kinnareemimus           | Cretáceo            | onívoro           | — |
| Klamelisaurus           | Jurássico           | herbívoro         | — |
| Kol                     | Cretáceo            | carnívoro         | — |
| Koreaceratops           | Cretáceo            | herbívoro         | — |
| Koreanosaurus           | Cretáceo            | herbívoro         | — |
| Koreanosaurus           | Cretáceo            | carnívoro (?)     | — |
| Kundurosaurus           | Cretáceo            | herbívoro         | — |
| Kulceratops             | Cretáceo            | herbívoro         | — |
| Kunmingosaurus          | Jurássico           | herbívoro         | — |
| Kuszholia               | Cretáceo            | (desconhecido)    | — |
| Lamaceratops            | Cretáceo            | herbívoro         | — |
| Lancanjiangosaurus      | Jurássico           | herbívoro         | — |
| Lanzhousaurus           | Cretáceo            | herbívoro         | — |
| Leshansaurus            | Jurássico           | carnívoro         | — |
| Levnesovia              | Cretáceo            | herbívoro         | — |
| Liaoceratops            | Cretáceo            | herbívoro         | — |
| Liaoningosaurus         | Cretáceo            | herbívoro         | Menos conhecido como ankylosauria                                                                              |
| Limusaurus              | Jurássico           | herbívoro         | — |
| Linhenykus              | Cretáceo            | carnívoro         | — |
| Linheraptor             | Cretáceo            | carnívoro         | — |
| Linhevenator            | Cretáceo            | carnívoro         | — |
| Liubangosaurus          | Cretáceo            | herbívoro         | — |
| Luanchuanraptor         | Cretáceo            | carnívoro         | — |
| Lufengosaurus           | Jurássico           | herbívoro         | — |
| Lukousaurus             | Jurássico           | carnívoro         | Possivelmente um crocodiliano em vez de um dinossauro                                                          |
| Luoyanggia              | Cretáceo            | (desconhecido)    | — |
| Machairasaurus          | Cretáceo            | onívoro           | — |
| Magnirostris            | Cretáceo            | herbívoro         | — |
| Mahakala                | Cretáceo            | carnívoro         | — |
| Maleevus                | Cretáceo            | herbívoro         | — |
| Mamenchisaurus          | Jurássico           | herbívoro         | — |
| Mandschurosaurus        | Cretáceo            | herbívoro         | — |
| Marisaurus              | Cretáceo            | herbívoro         | — |
| Megacervixosaurus       | Cretáceo            | herbívoro         | — |
| Mei                     | Cretáceo            | carnívoro         | — |
| Microceratus            | Cretáceo            | herbívoro         | — |
| Microdontosaurus        | (desconhecido)      | herbívoro         | Datado duvidoso                                                                                                |
| Microhadrosaurus        | Cretáceo            | herbívoro         | — |
| Micropachycephalosaurus | Cretáceo            | herbívoro         | — |
| Microraptor             | Cretáceo            | carnívoro         | — |
| Mifunesaurus            | Cretáceo            | carnívoro         | — |
| Minotaurasaurus         | Cretáceo            | herbívoro         | — |
| Mongolosaurus           | Cretáceo            | herbívoro         | — |
| Monkonosaurus           | Jurássico           | herbívoro         | — |
| Monolophosaurus         | Jurássico           | carnívoro         | — |
| Mononykus               | Cretáceo            | carnívoro         | — |
| Nanningosaurus          | Cretáceo            | herbívoro         | — |
| Nanshiungosaurus        | Cretáceo            | carnívoro         | — |
| Nanyangosaurus          | Cretáceo            | herbívoro         | — |
| Neimongosaurus          | Cretáceo            | herbívoro         | — |
| Nemegtomaia             | Cretáceo            | carnívoro/onívoro | — |
| Nemegtosaurus           | Cretáceo            | herbívoro         | — |
| Ngexisaurus             | Jurássico           | carnívoro         | — |
| Nipponosaurus           | Cretáceo            | herbívoro         | — |
| Nomingia                | Cretáceo            | carnívoro/onívoro | — |
| Nurosaurus              | Cretáceo            | herbívoro         | — |
| Olorotitan              | Cretáceo            | herbívoro         | — |
| Omeisaurus              | Jurássico           | herbívoro         | — |
| Opisthocoelicaudia      | Cretáceo            | herbívoro         | — |
| Oshanosaurus            | Jurássico           | herbívoro         | — |
| Otogosaurus             | Cretáceo            | herbívoro         | — |
| Oviraptor               | Cretáceo            | onívoro           | — |
| Pachysuchus             | Jurássico           | herbívoro         | — |
| Pakisaurus              | Cretáceo            | herbívoro         | — |
| Parvicursor             | Cretáceo            | (desconhecido)    | — |
| Pedopenna               | Jurássico           | (desconhecido)    | — |
| Peishansaurus           | Cretáceo            | herbívoro         | — |
| Penelopognathus         | Cretáceo            | herbívoro         | — |
| Phaedrolosaurus         | Cretáceo            | carnívoro         | — |
| Philovenator            | Cretáceo            | onívoro           | — |
| Phuwiangosaurus         | Cretáceo            | herbívoro         | — |
| Pinacosaurus            | Cretáceo            | herbívoro         | — |
| Platyceratops           | Cretáceo            | herbívoro         | — |
| Prenocephale            | Cretáceo            | herbívoro/onívoro | — |
| Probactrosaurus         | Cretáceo            | herbívoro         | — |
| Prodeinodon             | Cretáceo            | carnívoro         | Duvidoso, consulte o artigo                                                                                    |
| Protarchaeopteryx       | Cretáceo            | herbívoro/onívoro | — |
| Protoceratops           | Cretáceo            | herbívoro         | — |
| Protognathosaurus       | Jurássico           | herbívoro         | — |
| Psittacosaurus          | Cretáceo            | herbívoro         | — |
| Pukyongosaurus          | Cretáceo            | herbívoro         | — |
| Qiaowanlong             | Cretáceo            | herbívoro         | — |
| Qingxiusaurus           | Cretáceo            | herbívoro         | — |
| Qinlingosaurus          | Cretáceo            | herbívoro         | — |
| Qiupalong               | Cretáceo            | onívoro           | — |
| Quaesitosaurus          | Cretáceo            | herbívoro         | — |
| Raptorex                | Cretáceo            | carnívoro         | — |
| Ratchasimasaurus        | Cretáceo            | herbívoro         | — |
| Rinchenia               | Cretáceo            | onívoro           | — |
| Ruyangosaurus           | Cretáceo            | herbívoro         | — |
| Sahaliyania             | Cretáceo            | herbívoro         | — |
| Saichania               | Cretáceo            | herbívoro         | — |
| Sanchusaurus            | Cretáceo            | herbívoro         | Pode ser um sinônimo de Gallimimus.                                                                            |
| Sangonghesaurus         | Jurássico/Cretáceo  | herbívoro         | — |
| Sanpasaurus             | Jurássico           | herbívoro         | Duvidoso, consulte o artigo                                                                                    |
| Saurolophus             | Cretáceo            | herbívoro         | — |
| Sauroplites             | Cretáceo            | herbívoro         | — |
| Saurornithoides         | Cretáceo            | carnívoro         | Pode ser um sinônimo júnior de Troodon.                                                                        |
| Scansoriopteryx         | Jurássico/Cretáceo  | (desconhecido)    | — |
| Segnosaurus             | Cretáceo            | herbívoro/onívoro | — |
| Shamosaurus             | Cretáceo            | herbívoro         | — |
| Shanag                  | Cretáceo            | carnívoro         | — |
| Shantungosaurus         | Cretáceo            | herbívoro         | — |
| Shanweiniao             | Cretáceo            | (desconhecido)    | — |
| Shanxia                 | Cretáceo            | herbívoro         | — |
| Shanyangosaurus         | Cretáceo            | (desconhecido)    | — |
| Shaochilong             | Cretáceo            | carnívoro         | — |
| Shenzhousaurus          | Cretáceo            | herbívoro         | — |
| Shidaisaurus            | Jurássico           | (desconhecodo)    | — |
| Shixinggia              | Cretáceo            | carnívoro/onívoro | — |
| Shuangmiaosaurus        | Cretáceo            | herbívoro         | — |
| Shunosaurus             | Jurássico           | herbívoro         | — |
| Shuvuuia                | Cretáceo            | (desconhecido)    | — |
| Siamodon                | Cretáceo            | herbívoro         | — |
| Siamosaurus             | Cretáceo            | carnívoro         | — |
| Siamotyrannus           | Cretáceo            | carnívoro         | — |
| Siluosaurus             | Cretáceo            | herbívoro         | — |
| Similicaudipteryx       | Cretáceo            | onívoro           | — |
| Sinocalliopteryx        | Cretáceo            | carnívoro         | — |
| Sinoceratops            | Cretáceo            | herbívoro         | — |
| Sinocoelurus            | Jurássico           | carnívoro         | — |
| Sinopliosaurus          | Cretáceo            | carnívoro         | — |
| Sinornithoides          | Cretáceo            | carnívoro         | — |
| Sinornithomimus         | Cretáceo            | herbívoro         | — |
| Sinornithosaurus        | Cretáceov           | carnívoro         | — |
| Sinosauropteryx         | Cretáceo            | carnívoro         | — |
| Sinosaurus              | Triássico/Jurássico | carnívoro         | — |
| Sinovenator             | Cretáceo            | carnívoro         | — |
| Sinraptor               | Jurássico           | carnívoro         | — |
| Sinusonasus             | Cretáceo            | carnívoro         | — |
| Sinotyrannus            | Cretáceo            | carnívoro         | — |
| Sonidosaurus            | Cretáceo            | herbívoro         | — |
| SPS 100/44              | Cretáceo            | carnívoro/onívoro | — |
| Stegosaurides           | Cretáceo            | herbívoro         | — |
| Sugiyamasaurus          | Cretáceo            | herbívoro         | — |
| Sulaimanisaurus         | Cretáceo            | herbívoro         | — |
| Suzhousaurus            | Cretáceo            | herbívoro         | — |
| Szechuanoraptor         | Jurássico           | herbívoro         | — |
| Szechuanosaurus         | Jurássico           | carnívoro         | — |
| Talarurus               | Cretáceo            | herbívoro         | — |
| Tangvayosaurus          | Cretáceo            | herbívoro         | — |
| Tanius                  | Cretáceo            | herbívoro         | — |
| Tarbosaurus             | Cretáceo            | carnívoro         | — |
| Tarchia                 | Cretáceo            | herbívoro         | — |
| Tatisaurus              | Jurássico           | herbívoro         | — |
| Therizinosaurus         | Cretáceo            | herbívoro         | Tinha enormes garras                                                                                           |
| Tianchisaurus           | Jurássico           | herbívoro         | — |
| Tianyulong              | Cretáceo            | herbívoro         | — |
| Tianyuraptor            | Cretáceo            | carnívoro         | — |
| Tianzhenosaurus         | Cretáceo            | herbívoro         | — |
| Tienshanosaurus         | Jurássico           | herbívoro         | — |
| Tochisaurus             | Cretáceo            | onívoro           | — |
| Tonganosaurus           | Jurássico           | herbívoro         | — |
| Tonouchisaurus          | Cretáceo            | (desconhecido)    | — |
| Troodon                 | Cretáceo            | onívoro           | Conhecido a partir de vários dentes, que foram encontrados na Sibéria.                                         |
| Tsaagan                 | Cretáceo            | carnívoro         | — |
| Tsagantegia             | Cretáceo            | herbívoro         | — |
| Tsintaosaurus           | Cretáceo            | herbívoro         | — |
| Tsuchikurasaurus        | Cretáceo            | carnívoro         | — |
| Tugulusaurus            | Cretáceo            | (desconhecido)    | — |
| Tuojiangosaurus         | Jurássico           | herbívoro         | — |
| Turanoceratops          | Cretáceo            | herbívoro         | Primeiro ceratopsidae encontrado fora da América do Norte (embora ceratopsia são conhecidos de outros lugares) |
| Tylocephale             | Cretáceo            | herbívoro         | — |
| Udanoceratops           | Cretáceo            | herbívoro         | — |
| Ultrasaurus             | Cretáceo            | herbívoro         | Duvidoso, consulte o artigo                                                                                    |
| Urbacodon               | Cretáceo            | carnívoro         | — |
| Velociraptor            | Cretáceo            | carnívoro         | Emplumado |
| Vitakridrinda           | Cretáceo            | carnívoro         | — |
| Vitakrisaurus           | Cretáceo            | carnívoro         | — |
| Wakinosaurus            | Cretáceo            | carnívoro         | — |
| Wannanosaurus           | Cretáceo            | herbívoro         | — |
| Wuerhosaurus            | Cretáceo            | herbívoro         | Stegosauria que viveu durante o Cretáceo                                                                       |
| Wulagasaurus            | Cretáceo            | herbívoro         | — |
| Xianshanosaurus         | Cretáceo            | herbívoro         | — |
| Xiaosaurus              | Jurássico           | herbívoro         | — |
| Xiaotingia              | Jurássico           | carnívoro         | — |
| Xinjiangovenator        | Cretáceo            | (desconhecido)    | — |
| Xiongguanlong           | Cretáceo            | carnívoro         | — |
| Xixianykus              | Cretáceo            | (desconhecido)    | — |
| Xixiasaurus             | Cretáceo            | carnívoro         | — |
| Xixiposaurus            | Jurássico           | onívoro           | — |
| Xuanhanosaurus          | Jurássico           | carnívoro         | — |
| Xuanhuaceratops         | Jurássico           | herbívoro         | — |
| Xuwulong                | Cretáceo            | herbívoro         | — |
| Yamaceratops            | Cretáceo            | herbívoro         | — |
| Yandangornis            | Cretáceo            | carnívoro         | — |
| Yandusaurus             | Jurássico           | herbívoro         | — |
| Yangchuanosaurus        | Jurássico           | carnívoro         | — |
| Yibinosaurus            | Jurássico           | herbívoro         | — |
| Yimenosaurus            | Jurássico           | herbívoro         | — |
| Yingshanosaurus         | Jurássico           | herbívoro         | Os únicos espécimes fósseis desta espécie foi aparentemente perdidos.                                          |
| Yinlong                 | Jurássico           | herbívoro         | — |
| Yixianosaurus           | Cretáceo            | (desconhecido)    | — |
| Yizhousaurus            | Jurássico           | herbívoro         | — |
| Yuanmousaurus           | Jurássico           | herbívoro         | — |
| Yueosaurus              | Cretáceo            | herbívoro         | — |
| Yunnanosaurus           | Jurássico           | herbívoro         | — |
| Yunxiansaurus           | Cretáceo            | herbívoro         | — |
| Yutyrannus              | Cretáceo            | carnívoro         | — |
| Zanabazar               | Cretáceo            | carnívoro         | — |
| Zhejiangosaurus         | Cretáceo            | herbívoro         | — |
| Zhongornis              | Cretáceo            | (desconhecido)    | Parece ser um intermediário entre o Archaeopteryx e aves                                                       |
| Zhongyuansaurus         | Cretáceo            | herbívoro         | — |
| Zhuchengceratops        | Cretáceo            | herbívoro         | — |
| Zhuchengtyrannus        | Cretáceo            | carnívoro         | — |
| Zigongosaurus           | Jurássico           | herbívoro         | — |
| Zizhongosaurus          | Jurássico           | herbívoro         | — |
| Zuolong                 | Jurássico           | carnívoro         | — |

## Legenda
| Nomen dubium |
| Inválido     |
| Nomen nudum  |

## Cronologia
Esta é uma linha do tempo dos dinossauros selecionados da lista acima. O tempo é medido em milhões de anos atrás ao longo do eixo-x.

## Critérios para inclusão
- A criatura deve aparecer na lista de dinossauros.
- Fósseis da criatura devem ser encontrados na Ásia.
- Esta lista é um complemento da Categoria:Dinossauros da Ásia.